# میا لوینه
میا لوینه (دانمارکی: Mia Lyhne؛ زادهٔ ۶ ژوئیهٔ ۱۹۷۱) بازیگر و صداپیشه اهل دانمارک است.
از فیلم‌ها یا برنامه‌های تلویزیونی که وی در آن نقش داشته‌است، می‌توان به دلقک و رئیس همه اشاره کرد.